# Onguci
Onguci, także Ongutowie (mong. Öngüt lub Öngüd) – lud mongolski z czasów Czyngis-chana (1162–1227); wielu z nich było nestorianami. Zamieszkiwali tereny wzdłuż Wielkiego Muru na północ od Ordosu. Dwoma głównymi ośrodkami miejskimi były – położone na północ Olon Süme oraz na południu Koshang lub Dongsheng. Funkcjonowali jako strażnicy chińskiego pogranicza, głównie prowincji Shanxi.

## Historia
Przodkami Ongutów byli tureccy Shatuo zamieszkujący zachodnie rubieże kaganatu turkuckiego. W VII wieku przenieśli się do Sinciangu, przechodząc pod protekcję dynastii Tang. Do IX wieku Shatuo rozproszyli się po północnych Chinach oraz dzisiejszej Mongolii Wewnętrznej. Jeden z ich przywódców, Li, zmobilizował 10 000 kawalerzystów i służył jako sprzymierzeniec Tangów; jego syn w 923 roku pokonał rebeliantów i mianował się cesarzem późniejszej dynastii Tang. Po obaleniu rodziny Li, wodzowie Shatuo zakładali kolejne, efemeryczne państwa.
Kiedy władcy dynastii Jin podbili północnej Chiny w XII wieku, Shatuo zostali nazwani „Białymi Tatarami”. Jinowie używali ich wojskowego wsparcia, jako stróżów pogranicza. Mongołowie nazywali tychże „Öngüt”. Onguci konwertowali ku chrześcijaństwu najpewniej pod wpływem Ujgurów.
W 1205 ongucki wódz Ałakusz-tegin sprzymierzył się z Czyngis-chanem, ujawniwszy mu, iż plemię Najmanów pragnie go najechać. Wsparł jego wojska podczas najazdu sił mongolskich na państwo Jinów w 1211 roku. W geście przyjaźni chan zaręczył swoją córkę, Ałakaj-beki z synami Ałakusz-tegina, jednak do formalnego zawarcia związku nigdy nie doszło, gdyż polityczni przeciwnicy zamordowali onguckiego wodza, inicjując walkę o władzę. Czyngis-chan stłumił rebelię i wziął rodzinę zabitego pod opiekę. Ałakaj rządziła Ongutami jako regentka kolejnych nieletnich książątek, aż do panowania Gujuk-chana (1246-48).
Po śmierci Czyngis-chana Onguci byli sojusznikami Kubilaj-chana. Jeden z ich władców, Korgiz, pojął za żony dwie wnuczki wielkiego chana i walczył przeciwko Kajdu-chanowi; zginął zabity przez protegowanego tego ostatniego Duwę-chana w 1298 roku.
Po 1221 roku wielu Ongutów przesiedliło się do Chorezmu, gdzie służyli jako zarządcy terenów Złotej Ordy; później stali się częścią mongolskich szczepów Argynów oraz Mugalów.

## Archeologia
Uniwersytet w Hongkongu posiada około tysiąc wykonanych z brązu nestoriańskich krzyży z XII i XIV wieku, pochodzących z regionów zamieszkiwanych przez Ongutów. Choć różnią się kształtem, przeważają krzyże maltańskie z wpisaną w środek swastyką.
Między VI a VIII wiekiem tureckie plemiona wzniosły pomniki, które dziś nazywane są „Onguckim Ansamblem” – składa się on z przeszło 30 figur mężczyzn, lwa i owcy oraz 550 stojących głazów, przypominających te z Carnaku lub Avebury. Prócz tego w kompleksie znajduje się także duży grobowiec z czterech ciosanych płyt, rytych w kratę, co upodabnia je do ścian jurty.